# Świdnickie Przedsiębiorstwo Wodociągów i Kanalizacji
Świdnickie Przedsiębiorstwo Wodociągów i Kanalizacji sp. z o.o. to spółka z udziałem miasta zaopatrująca w wodę mieszkańców miasta Świdnica. Głównym jej zadaniem jest dostarczanie wody pitnej dla mieszkańców oraz odbiór ścieków zarówno gospodarczych, jak i przemysłowych. Realizacja tych zadań jest wykonywana w 98% w przypadku dostaw wody i 95% w przypadku odbioru ścieków. Historia przedsiębiorstwa sięga czasów przedwojennych. W okresie powojennym funkcjonowało jako Miejskie Wodociągi, Wojewódzkie Przedsiębiorstwo Wodociągów i Kanalizacji, Miejskie Przedsiębiorstwo Wodociągów i Kanalizacji, a po okresie przekształceń własnościowych w Polsce przyjęło nazwę Świdnickie Przedsiębiorstwo Wodociągów i Kanalizacji. ŚPWIK sp. z o.o. posiada w swych strukturach 2 ujęcia wody pitnej dla miasta. Zarządza siecią wodociągową o łącznej długości 173 km, na której wykonane jest 2671 przyłączy do budynków. Długość sieci kanalizacyjnej wynosi 147 km na której wykonane jest 2766 przyłączy do budynków. Miasto Świdnica zaopatrywane jest z dwóch ujęć wody podziemnych: przy ul. Bokserskiej oraz w Pszennie.

## ZUW Bokserska
Zakład Uzdatniania Wody Bokserska to ujęcie wody pitnej dla miasta o zdolności 700 m³/h.
Woda ujmowana w tym ujęciu pochodzi z trzeciorzędowego poziomu wodonośnego. Ujęcie wody przy ul. Bokserskiej jest w złym stanie technicznym. Powodem tutaj są skorodowane stalowe rury użyte do budowy sieci ujęciowej. ZUW Bokserska jest obiektem wyeksploatowanym, jego metryka sięga już ponad 100 lat. Nieuniknione w najbliższych latach jest zaprojektowanie i wybudowanie nowego ujęcia wody dla miasta z racji znacznej dekapitalizacji ujęcia oraz wieku. Na ul. Bokserskiej pracuje 10 studni głębinowych o głębokościach pracy 55–130 m. Wydajność tego zakładu to 16800 m³/dobę. Wokół ZUW-u Bokserska Wojewoda Wałbrzyski ustanowił (na wniosek ŚPWiK) strefę ochronną ujęcia wody pitnej.

## ZUW Pszenno
Zakład Uzdatniania Wody Pszenno jest obiektem dosyć nowoczesnym, wybudowanym w roku 1996. Jest to zakład bardzo wydajny, o wydajności 15100 m³/dobę, produkujący wodę dobrej jakości o świetnych walorach smakowych. Zakład ma zdolność produkcji wody 631 m³/h. Woda ujmowana w tym ujęciu pochodzi również z trzeciorzędowego poziomu wodonośnego. W ZUW-ie Pszenno działa 8 studni głębinowych pracujących na głębokościach 62–130 m. Wokół tego ZUW-u również istnieje strefa ochronna ujęcia wody pitnej.
W mieście istnieje rezerwa wody. Obecny stan zużycia dobowego wody kształtuje się na poziomie 20000 m³/dobę, a zasoby wodne dla miasta Świdnica wynoszą 31944 m³/dobę.

## Sieć wodociągowa
Sieć wodociągowa w mieście Świdnica w 50% wykonana jest z żeliwa. Jej okres eksploatacji to około 80–100 lat. Okres użytkowania taki osiągają sieci głównie w starej części miasta, w centrum. Obecnie sieć ta ulega częstym awariom i usterkom z racji swego wieku, toteż powinna ona być sukcesywnie wymieniana.

## Sieć kanalizacyjna
Kanalizacja w mieście Świdnica zbudowana jest z dwóch sieci kanalizacyjnych a mianowicie z kanalizacji ogólnospławnej, wybudowanej jeszcze na przełomie XIX i XX wieku oraz kanalizacji sanitarnej. Kanalizacja ogólnospławna posiada długość 55,1 km, i jest w dobrym stanie. Główną jej zaletą jest dość niska awaryjność. Kanalizacja sanitarna w mieście jest w znacznym stopniu zdekapitalizowana i wymaga szybkiej wymiany.

## Podsumowanie
Szereg inwestycji przeprowadzonych w ostatnich latach znacząco polepszył smak i jakość wody, ograniczył wydatki zakładu na chlorowanie wody pitnej. Zmodernizowanie sieci wodociągowej zapewnia stałe dostawy wody niezależnie od pory dnia, roku czy godziny, a awaryjność sieci wodno-kanalizacyjnej spadła o 80%. Woda dostarczana do mieszkańców ma akceptowalny zapach i wygląd a wszelkie normy stężeń pierwiastków i mikroelementów nie są przekroczone. Woda dostarczana do mieszkań ma odczyn pH od 6,9-7,3, a więc obojętny.